# Månstastjärnen
Månstastjärnen är en sjö i Älvdalens kommun i Dalarna och ingår i Dalälvens huvudavrinningsområde. Sjön har en area på 0,0602 kvadratkilometer och ligger 452 meter över havet.

## Delavrinningsområde
Månstastjärnen ingår i det delavrinningsområde (681019-136943) som SMHI kallar för Inloppet i Van. Medelhöjden är 475 meter över havet och ytan är 37,04 kvadratkilometer. Det finns ett avrinningsområde uppströms, och räknas det in blir den ackumulerade arean 50,57 kvadratkilometer. Vanån som avvattnar avrinningsområdet har biflödesordning 3, vilket innebär att vattnet flödar genom totalt 3 vattendrag innan det når havet efter 444 kilometer. Avrinningsområdet består mestadels av skog (70 procent) och sankmarker (21 procent). Avrinningsområdet har 0,98 kvadratkilometer vattenytor vilket ger det en sjöprocent på 2,7 procent.